# Stříhanov
Stříhanov (německy Strihanau) je vesnice a část obce Zádolí v okrese Ústí nad Orlicí. Se Zádolím tvoří jeden souvislý sídelní útvar, jímž prochází silnice II/357. Stříhanov je také název katastrálního území o rozloze 2,08 km². Katastrální hranice mezi Stříhanovem a Zádolím probíhá takřka středem obce, kde sleduje v přibližně jihoseverním směru místní drobnou vodoteč na dně údolí.

## Historie
První písemná zmínka o vesnici pochází z roku 1454.